# Sebastiaan Weenink
Sebastiaan Weenink (Den Haag, 27 augustus 1986) is een Nederlands squashspeler. Na zijn studie grafische vormgeving aan de Willem de Kooning Academie besloot hij fulltime te gaan squashen.
Hij won in 2007 samen met Laurens Jan Anjema, Dylan Bennett, Lucas Buit, Tom Hoevenaars en Rene Mijs een zilveren medaille op het Europees kampioenschap voor heren in Riccione, Italië. In 2012 werd het Nederlands team met onder meer Weenink vierde in Espoo, Finland.
Nationaal won hij in 2012 een bronzen medaille op het Nederlands Kampioenschap heren in het Frans Otten Stadion in Amsterdam.
In 2015 veroverde hij de gouden medaille na een zege op Piëdro Schweertman.
Zijn hoogste wereldranking behaalde hij in februari 2015, toen stond hij op nummer 82.
In 2018 werd hij aangesteld tot playing captain van het nationale herenteam.